# The Two-Gun Man (film 1926)
The Two-Gun Man è un film muto del 1926 diretto da David Kirkland.

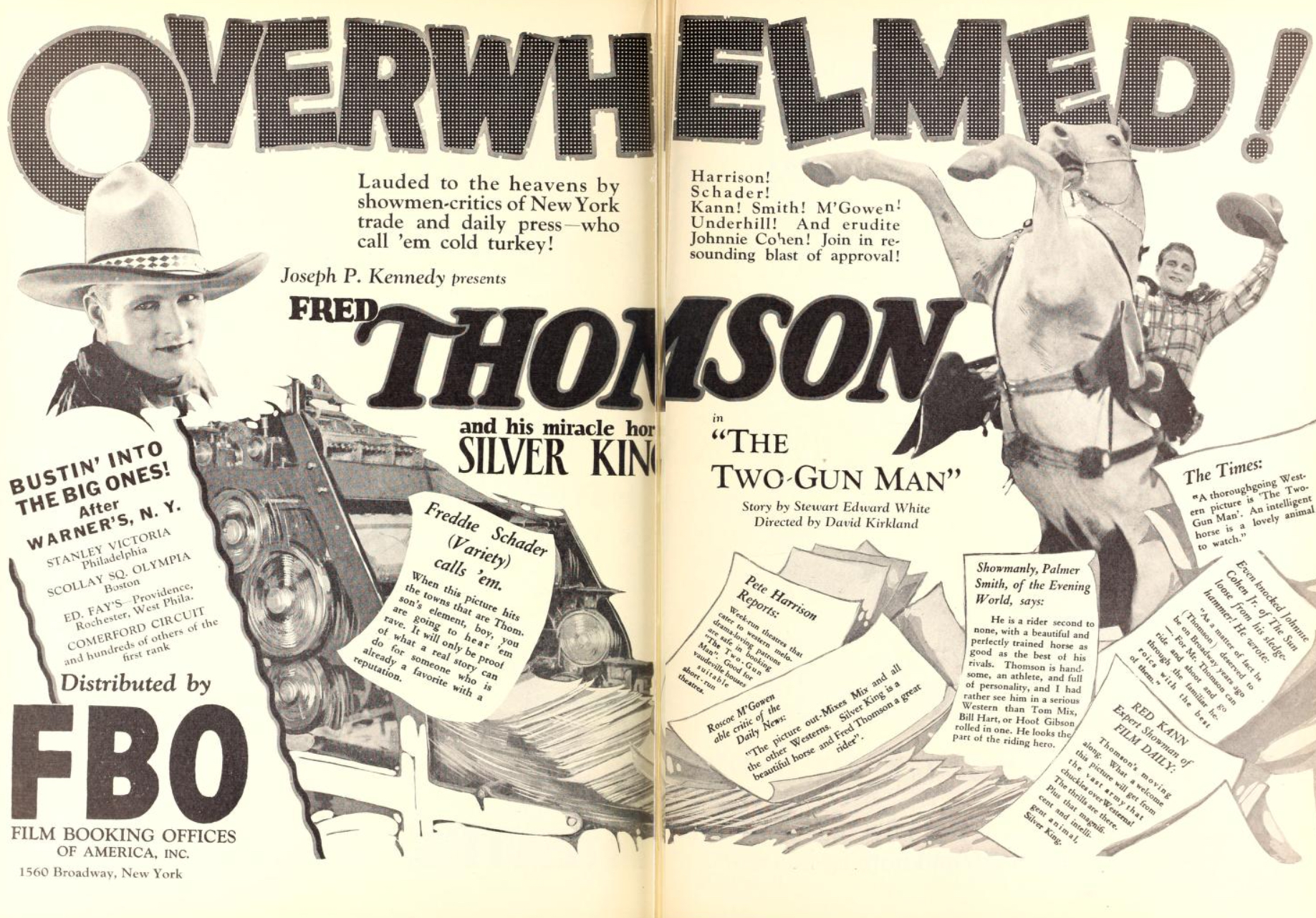
The Two-Gun Man, 1926

Frances Marion firmò come Frank M. Clifton la sceneggiatura, basata su un soggetto di Stewart Edward White. Prodotto dal magnate Joseph P. Kennedy, il film aveva come interpreti Fred Thomson, Sheldon Lewis, Olive Hasbrouck, Spottiswoode Aitken. Il copyright e la maggior parte delle recensioni accreditano nel ruolo di Dad Randall l'attore Joseph Dowling, ma alcune fonti accreditano invece Spottiswoode Aitken.

## Trama
Pa' Randall è costretto a ipotecare il bestiame per pagare un debito che ha contratto con Ivor Johnson, un imbroglione che gli ha rubato le ricevute dei pagamenti effettuati. Ma non serve a niente perché Randall dovrà perdere il suo ranch. Suo figlio Dean, ritornato a casa, riuscirà a mettere in trappola il malvagio Johnson, aiutato anche da Grace, una graziosa ragazza che lui ha salvato in precedenza dalle attenzioni non gradite di uno scagnozzo della banda di Johnson. Dean vendicherà così la morte di suo padre e, con un trucco, metterà nelle mani dello sceriffo tutta la banda di malversatori.

## Produzione
Il film fu prodotto dalla Robertson-Cole Pictures Corporation.

## Distribuzione
Il copyright del film, richiesto dalla R-C Pictures Corp., fu registrato il 3 luglio 1926 con il numero LP22875.

Distribuito dalla Film Booking Offices of America, il film uscì nelle sale cinematografiche degli Stati Uniti il 13 giugno 1926. A Londra, fu presentato il 3 febbraio 1927, uscendo poi in sala il 2 gennaio 1928, distribuito dalla Ideal Films. Il 21 febbraio 1927, il film era stato distribuito in Danimarca con il titolo Hurtigskytten. In Portogallo, uscito il 29 febbraio 1928, prese invece il titolo Fred, o Atirador, in Francia quello di Les Cavaliers sur l'abîme.

### Conservazione
Copie complete della pellicola si trovano negli archivi della Cineteca Italiana di Milano e in quelli dell'EYE Film Institute Netherlands di Amsterdam.
Un positivo in nitrato (35 mm) si trova conservato in una collezione privata. La copia, di due rulli, è incompleta.